# Niagbrahio
Niagbrahio est un village bété, dans la région de Gôh, au centre-ouest de la Côte d'Ivoire. Le village est parfois nommé Niaprahio.

## Personnalités liées
- Charles Blé Goudé
- Didier Drogba

## Référence
1. ↑  André Silver Konan et Baudelaire Mieu, « Didier Drogba : une légende ivoirienne », Jeune Afrique, 4 juin 2012